# 本土民主前線

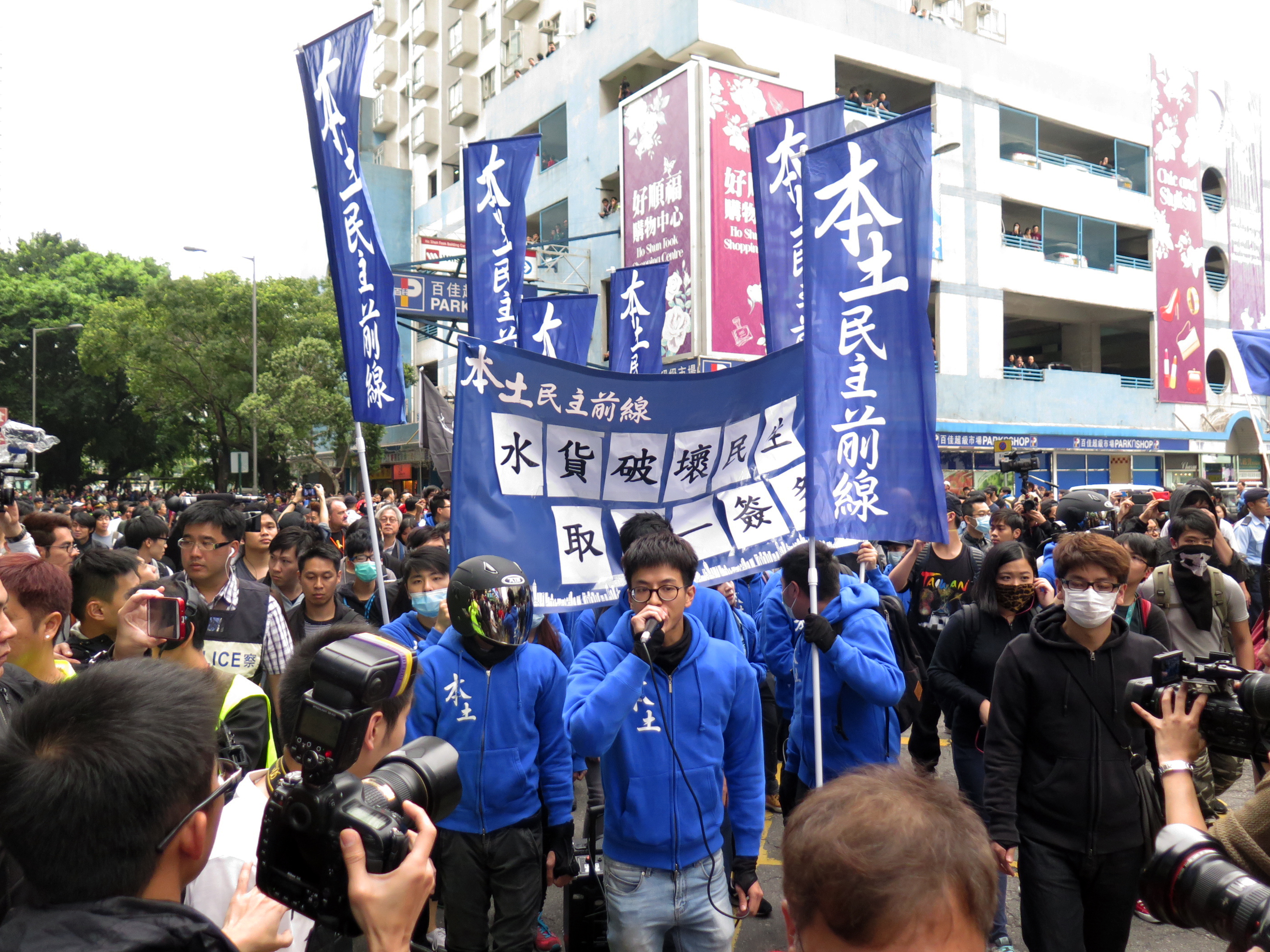
圖為2015年3月1日參與光復元朗行動

本土民主前線（英語：Hong Kong Indigenous），簡稱本民前，是於2015年1月成立的香港本土派組織，由一群於2014年雨傘革命中反對香港泛民主派及香港專上學生聯會等傳統組織的參與者組成。創會發言人為黃台仰。本土民主前線主張香港「民族自決」，主張對抗中國共產黨政權。因雨傘革命失敗，而宣稱「以武制暴」才是正確的抗爭策略，香港民眾應以武力保護自己及其他示威者。
本民前在2018年後轉為低調網絡行動，其中梁天琦退出和被判入獄，黃台仰和李東昇流亡德國。2019年5月，兩人獲得德國政治庇護。

## 成立與理念
本土民主前線於2015年1月成立，成員多為於雨傘革命佔領旺角期間相識的1990年代後出生人士。支持者認為「以武制暴」才是正確的抗爭策略，以及主張香港民眾應以武力保護自己及其他示威者。
本民前認為，基於歷史、文化、語言等因素，香港人已成為一個「民族」（香港民族主義）、一個「想像的共同體」。他們主張香港的公民意識及既有傳統比中國大陸的一套優良，如香港所使用的正體字及粵語的歷史都比中國大陸的簡體字和普通話源遠流長；加上在英國人殖民百多年的歷史下，香港已建立優良的西方文明價值及體系，人民有對法治社會、自由經濟、言論自由、民權人權的追求意識。本土民主前線抨擊香港政府漠視中港矛盾對港人不公，認為香港現時無入境審批權，大量新移民抗拒香港文化，把自己過去的一套強加於香港，但卻又謀取香港的福利及香港較安全的環境。「如果真有些新移民願意擁護香港、守護我們共同的核心文化、價值，他們就是香港人。」
本民前又主張民主運動內部應以民主方式尊重群眾，引述美國黑人民權領袖Malcolm X之言，主張為達到目標會使用所有必需的方法（by any means necessary），故不會限制任何示威者以任何方式表達自己的訴求，而社會改革必然要面對「陣痛」。

## 架構
本土民主前線並沒有明顯的架構，組織內只有普通成員、召集人及發言人三種身份。目前組織已經群龍無首。
另據前香港民進黨主席楊繼昌之考證，本土民主前線並非註冊組織，而只是一個Facebook專頁。

## 轄下組織

#### Channel i
2015年12月，黃台仰、梁天琦成立網絡傳播平台Channel i ，每晚直播2小時，主打製作政治、時事、足球、飲食、打機 (游戏)、音樂節目。不過於2016年2月15日至5月16日一度停播。而且現在負責人身份成謎。

##### 直播節目時間表
| 時間        | 星期一         | 星期二       | 星期三       | 星期四 | 星期五    |
| 21:00-22:00 | 枕頭房的日與夜 | 本土足球前線 | 本土民主前線 | 講獨   | 學生動源  |
| 22:00-23:00 | 解毒香港       |              |              |        | 宅地有say |

#### 本土貓奴前線
2016年5月，本土民主前線另設關注動物權益組織本土貓奴前線（Hong Kong Cat Slaves），由愛護貓隻的本民前成員組成。組織服務主要為流浪動物絕育及舉辦領養日等，希望藉此提高港人愛護動物的意識，並宣傳「以領養代替購買」的觀念。

本土貓奴前線標誌

## 歷來行動

### 狙擊李偲嫣撐警街站
2015年2月1日，親共團體「撐警大聯盟」及「正義聯盟」於港鐵大埔墟站行人道設街站，要求設立辱警罪，意圖進一步擴大警權，令示威者添加抗爭成本。期間「本土民主前線」與「熱血公民」前來反對，雙方互相指罵推撞。
近傍晚，街站附近人數增至二、三百人，約五、六十名警員維持戒備，警方築起人牆分隔兩批人士，又拉起封鎖線，有警員手持胡椒噴霧或伸縮警棍驅離人群。警方一度出示黃色警告。期間本土民主前線一名女成員疑被藍絲帶成員非禮，混亂間跌倒地上，有男警員上前用警棍指向她，另一名男警用「鉸剪腳」壓着少女腰腳數十秒。事件中，警方以涉嫌襲警、妨礙警務人員執行職務、傷人、襲警致造成實際身體傷害及普通襲擊拘捕三名男子；六名警務人員及一名男子受傷。

### 相關行動

#### 光復屯門
屯門有巴士路線往來深圳灣對岸的深圳灣口岸，故此於2014年年中起，每逢午後皆有大批水貨客充滿巴士，以往返深圳灣口岸與屯門市中心之城巴B3X線的情況尤為嚴重，每日下午均有約200人輪候，高峰期間更高達約500人輪候，促使居民久久未能登車，嚴重影響生活節奏。除了造成交通問題，亦引起了市場情況變動，嚴重影響基層居民生活模式。店舖對象由昔日集中與居民交易日常生活用品，逐漸改變為迎合跨境來訪的水貨客之購買習慣。屯門新墟就存在約30間藥房，當中大部份於2013年起開業。
光復上水後，網絡上旋即出現要求光復屯門的訊息，「本土民主前線」、「熱血公民」及「屯門人屯門事」響應網民的號召於2015年2月8日進行光復屯門行動。
當日示威者從屯門站步行至往來屯門及深圳灣口岸的城巴B3X線巴士站示威，表達對該巴士站經常被大批走私賊所佔用的不滿，並且量度及檢查懷疑走私賊的行李重量尺寸，與此同時高呼「取消一簽多行」、「滾回大陸」及「大陸人飲中國奶」等口號。
示威者其後往新墟仁政街藥房示威，不滿過多的藥房嚴重影響基層居民生活。再分批前往V City、屯門市廣場、經錦薈坊轉往屯門時代廣場二期，警務人員數度在商場內施放胡椒噴劑及揮動警棍驅趕。衝突中雙方均有受傷。
事件中共13人被拘捕，年齡介乎16至74歲。於晚上10時許，數十名示威者往青山警署門外聲援被捕者，青山警署隨即落閘，大批警務人員站在門外戒備。

#### 光復沙田
來自中華人民共和國的水貨客充斥着港鐵東鐵線沿線，涉嫌從事走私活動，長期霸佔商場通道，同時使到物價膨脹以及商舖租金上升，原來位於沙田市中心一帶的小商戶均被藥房、首飾店及名店等深受自由行歡迎的商店取代，嚴重影響當區居民生活。約200及至逾300名網民響應社交網絡號召，集中到新城市廣場及沙田中心一帶範圍示威，成光復屯門後下一光復地點。
2015年2月15日清晨，「本土民主前線」發言人黃台仰被捕，警方稱其參與上周於屯門的示威活動（指光復屯門）涉嫌破壞社會安寧。當日下午3時，約50名示威者（包括於光復屯門中被拘捕的「本土民主前線」成員），在東鐵線沙田站B出口等候。成員於3時10分出現後，有大批記者跟隨，使活動參與人數逐漸增至逾200名，人群聚集在沙田站大堂，站內奇華餅家職員貼出「因暴動，暫停營業」之手寫告示，其後引起部分網民的批評。示威者先在新城市廣場第一期3樓遊走示威，高呼「取消一簽多行」、「滾回中國，回中國消費」及「香港獨立」口號，並且高舉「驅除蠻夷」及「自由行正衰人」橫額，大批商場保安跟隨。位於附近的周生生、周大福、六福珠寶、LLOYD鞋店、Y-3及施華洛世奇等多間店舖紛紛落閘，以免受到影響。期間有示威者高舉抗議標語，與大陸人口角，又大叫「返大陸」口號。
下午4時40分，來往新城市廣場第三期和第一期的通道上爆發衝突，示威者與警務人員激烈推撞，多人跌倒地上，大批警察機動部隊人員趕抵增援，其間有警務人員拔出警棍戒備。混亂中，警察至少拘捕一名男子，亦有警務人員受傷倒地，並且將示威者推往第一期的斜道上，場面混亂。
下午5時30分左右，4樓Marimekko店外一名示威者被警務人員帶走，約70名示威者立即趕往4樓支援，衝突期間店內部分貨架被推倒，店舖職員其後關門，警務人員築成人鏈將雙方分隔，並且拉起封鎖線保護商店職員。不過示威者仍然步步進逼，推撞警務人員，店舖閘門遭到破壞，警察機動部隊傳令員首次高舉紅色旗幟，警告示威者停止衝擊，否則警察會使用武力，其後多次作出展示，示威者仍然無理會，並且高呼「黑警」。警察其後施放胡椒噴劑，並且一度揮動警棍驅趕，有示威者戴上眼罩及舉起雨傘防禦，期間有示威者向警務人員投擲垃圾桶蓋。
事件中共5人被捕，年齡介乎17至36歲。晚上8時半，有60至70名示威者，包括本土民主前線成員前往沙田警署門外聲援被拘捕者。

### 旺角騷亂
2016年2月8日年初一深夜，本土民主前線成員在旺角支持無牌熟食小販擺賣引發警民衝突。
事件起因是當晚旺角山東街及砵蘭街交界和朗豪坊一帶有小販和食環署人員發生衝突（食環署人員把熟食檔小販擺賣範圍用鐵馬圍起，而在以往的農曆新年食環署人員均沒有此行為）。多名身穿寫有「本土民主前線」外套人士在場聲援小販，至午夜接近12時有人起哄，情況混亂。有小販在本土派號召下，將手推車推出馬路，造成交通擠塞，警方應食環署要求到場維持秩序，遭示威者投擲花盆及玻璃樽，警員多度施放胡椒噴劑，但未能控制場面。
凌晨兩點，示威者在亞皆老街追打一名倒地警員時，期間另一名交通警員拔槍向天開兩槍示警。
凌晨三點，示威者之後在旺角多處街頭向警方投擲磚頭及雜物，追打警員，多名警員被磚頭擊中受傷，他們又撬起街道的路磚，並在多處地點縱火焚燒雜物及向警方扔火棒，亦有人襲擊警車，部份警員的盾牌損毀。衝突過後警方拘捕超過60人。

## 選舉
| 選舉              | 地區直選得票   | 地區直選得票比例 | 地區直選議席 | 功能界別議席 | 超級區議會議席 | 議席   | +/- |
| ----------------- | -------------- | ---------------- | ------------ | ------------ | -------------- | ------ | --- |
| 2016 (新界東補選) | 66,524         | 15.38%           | 0            | 不適用       | 不適用         | 0 / 1  | ━ 0 |
| 2016年            | 被取消參選資格 | 被取消參選資格   | 0            | 0            | 0              | 0 / 70 | ━ 0 |

### 2016年立法會新界東補選

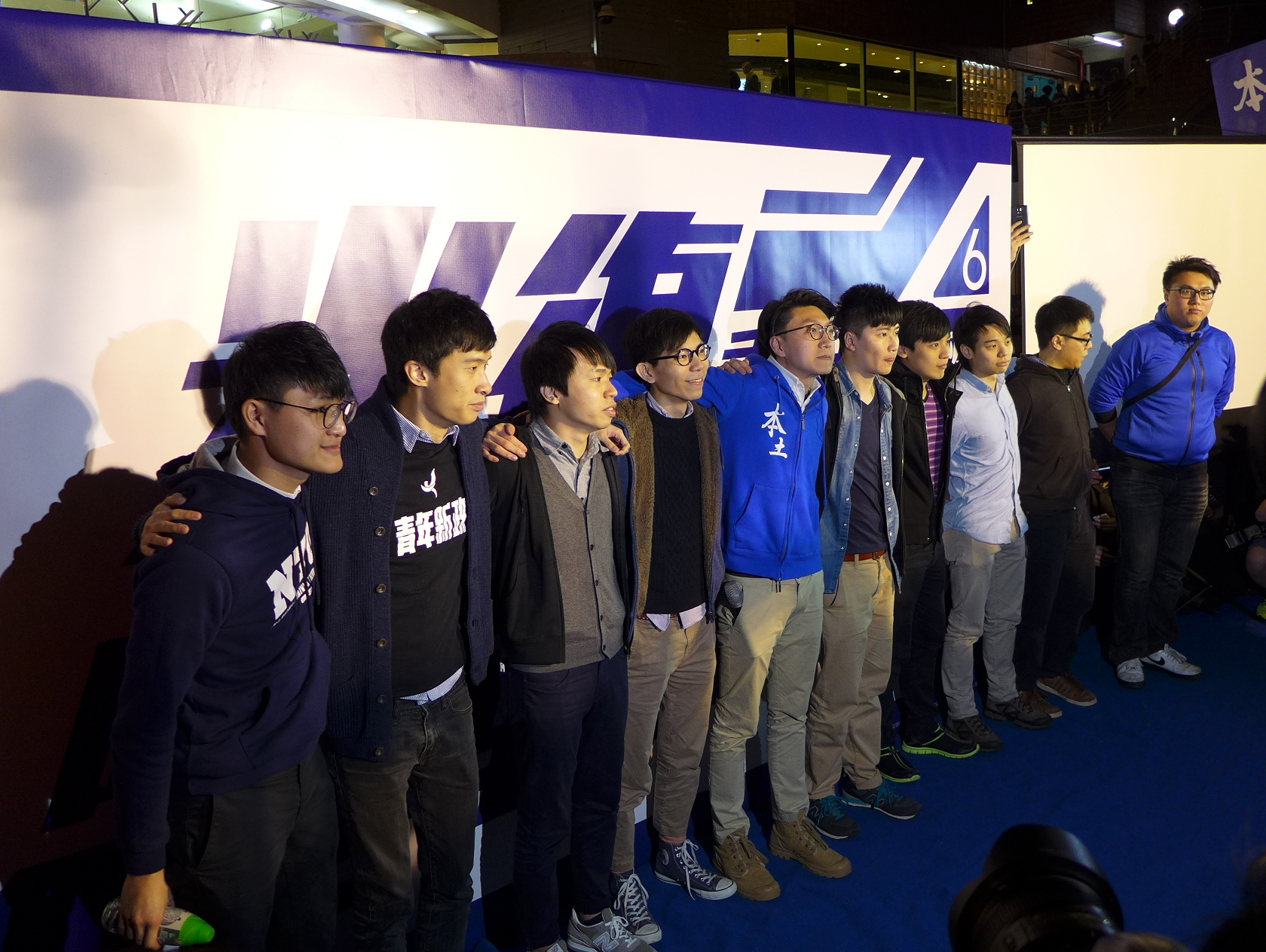
「天琦造時勢大會」獲青年新政梁頌恆、港大學苑、港大學生會前會長馮敬恩及傘後組織等人撐場

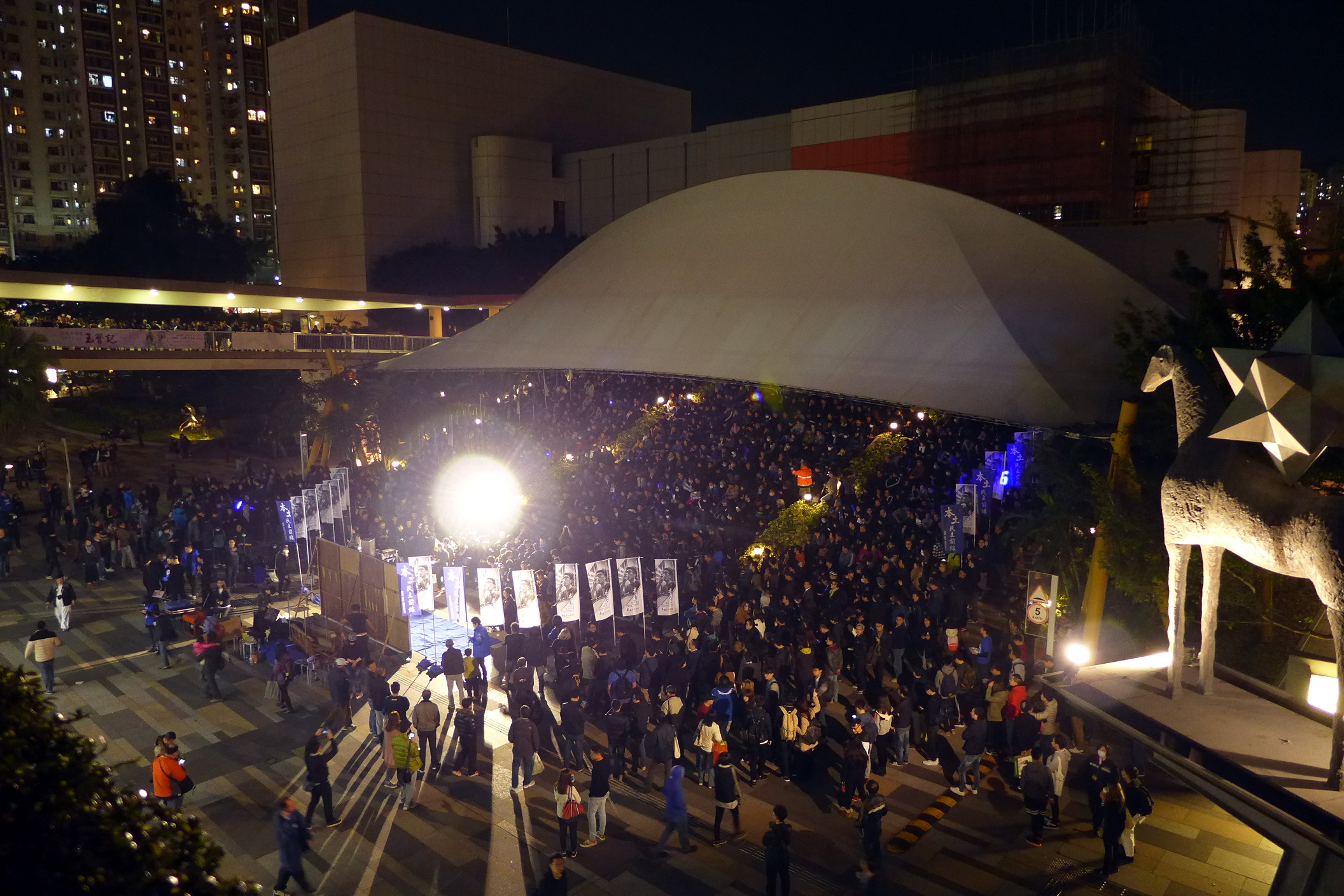
2月20日晚上8時57分，在沙田大會堂露天廣場，梁天琦正舉行「天琦造時勢大會」

2016年1月15日，本土民主前線派出發言人梁天琦參選2016年香港立法會新界東地方選區補選，與其餘六位參選人共同競逐因湯家驊辭職而出缺的立法會議席。本土民主前線於旺角騷亂後聲勢大增，原本不被看好的梁天琦亦同時被視作與周浩鼎及楊岳橋之間第三個有力競爭議席的候選人。有評論認為，是次選戰最矚目的地方是部分市民自從雨傘革命失敗後，紛紛表示不會再「含淚」投泛民的參選人，主因乃是泛民主派於近年表現無能，未能有效進行議會抗爭阻擋政府惡法通過。部分泛民政黨如民主黨、新民主同盟、人民力量及公民黨更多次譴責示威者使用暴力，令市民十分反感。
選舉期間，選舉事務處拒絕免費投遞本土民主前線的55萬份選舉廣告郵件，表示單張上「勇武抗爭、以武犯禁」、「自主」、「自治」字眼砥觸《基本法》。其後，本民前召集義工團通宵撕走55萬張印有選民地址的貼紙，而該批選舉政綱最終在選舉街站以傳單方式直接派發給新界東居民。
2月20日晚上，梁天琦在沙田大會堂露天廣場舉行「天琦造時勢大會」，大會佈景板展示出其競選口號「光復香港時代革命」。高峰時有1500人出席，大會指有逾三千人參與。不少參與者響應本民前Facebook專頁上的號召，穿上黑衫，部分戴上口罩，亦有人預備了藍色燈牌及打氣棒到場。青年新政梁頌恆、港大學生會前會長馮敬恩、《香港城邦論》作者陳雲、普羅政治學苑立法會議員黃毓民、熱血公民黃洋達、「四眼哥哥」鄭錦滿及YouTuber司徒夾帶等站台助選。
在選舉前一周，本土民主前線開始於Facebook專頁召集義工協助組織街站，超過800名義工於新界東各區參與競選工程。
選前學者與政客皆看淡本土派選情，認為本土派的激進主張不可能得到香港市民的支持，更有預測指梁將低票至不能收回選舉保證金。最終本土民主前線參選人梁天琦獲得66,524票（15.38%），以第三名成績落敗。而這次選舉與選舉前發生的旺角事件為本土民主前線拉開知名度，亦為本土派開始壯大的開端。

### 2016年立法會選舉
2016年香港立法會選舉，選舉事務處突然要求參選人簽署不違反一國兩制的「確認書」。梁天琦初參選時並未簽署，惟後來卻被選舉主任以電郵方式查問其港獨立場，梁天琦最終簽署確認書並否認推動港獨及刪除所有與港獨有關的言論。本民前其後為潛在取消資格作出兩手準備，「Plan B」是請求原定在新界西排第三出選的青年新政召集人梁頌恆轉戰新界東，並伙拍策略性退出本民前的成員李東昇代理本民前出選。最終梁天琦仍被選舉管理委員會取消參選的資格，幸代理團隊梁頌恆名單成功入閘。因此，本土民主前線無法派出參選人參選立法會。其後，本民前宣佈與青年新政結盟，支持青政成員出選，並由梁天琦親自擔任青政選舉統籌。而梁頌恆亦承諾若當選，會將議員薪金津貼等資源撥予本民前，以支持本民前的運作及支援被捕人士。梁頌恆更表明會放棄其一貫立場而全力支持及推動本民前的理念和政鋼。

## 宣稱被打壓及監控
2015年2月26日，本土民主前線於Facebook專頁發文表示成員被跟蹤。2月23日本民前內部會議結束後，有成員被兩架可疑車輛跟蹤至村屋住所。當成員上前詢問他們的身份及用意時，跟蹤者表示自己為探員後旋即上車離去。

## 歷任領導層
| 年度        | 召集人 | 發言人          |
| ----------- | ------ | --------------- |
| 2015－2016  | 黃台仰 | 黃台仰          |
| 2016－ 2017 | 黃台仰 | 梁天琦 、衛碧君 |
| 2017－2018  | 李東昇 | 空缺            |
| 2018－2019  | 空缺   | 空缺            |
| 2019－2020  | 空缺   | 空缺            |

## 外部連結
- 本土民主前線的Facebook專頁
- YouTube上的本土民主前線頻道